# Agriphila ruricolellus
Agriphila ruricolellus là một loài bướm đêm trong họ Crambidae.